# Seppo Räty
Seppo Henrik Räty (Helsínquia, 27 de abril de 1962) é um ex-atleta finlandês, especialista em lançamento do dardo.
Foi campeão do mundo em 1987, em Roma. É conhecido pela alcunha de "Tohmajärven karhu" (O Urso de Tohmajärvi) e "Tohmajärven tykki" (O Canhão de Tohmajärvi).
A sua melhor marca é de 90,60 m, feita em 1992, embora tenha conseguido 96,96 m com o modelo antigo de dardo. Esteve presente em três finais olímpicas, tendo obtido uma medalha de prata e duas de bronze.
Depois de ter terminado a carreira, passou a ser treinador de jovens lançadores de dardo.

## Evolução
| Ano  | Marca  | Data        | Local       |
| ---- | ------ | ----------- | ----------- |
| 1991 | 96.96* | 2 de junho  | Punkalaidun |
| 1992 | 90.60  | 20 de julho | Nurmijärvi  |
| 1993 | 81.66  | 23 de julho | Londres     |
| 1994 | 80.18  | 29 de junho | Helsinque   |
| 1995 | 83.94  | 28 de junho | Helsinque   |
| 1996 | 86.98  | 3 de agosto | Atlanta     |
| 1997 | 77.24  | 3 de agosto | Atenas      |
| 1999 | 77.24  | 3 de agosto | Atenas      |

- modelo antigo de dardo